# Enzo Loiodice
Enzo Loiodice (Parijs, 27 november 2000) is een Frans voetballer die doorgaans als middenvelder speelt. Hij stroomde in 2018 door vanuit de jeugd van Dijon FCO.

## Clubcarrière
Loiodice stroomde door vanuit de jeugd van Dijon FCO. Hiervoor debuteerde hij op 28 april 2018 in de Ligue 1, als invaller tegen Girondins Bordeaux. In zijn eerste seizoen speelde de middenvelder vier competitieduels.

## Interlandcarrière
Loiodice kwam uit voor verschillende Franse nationale jeugdselecties. Hij maakte deel uit van de Franse selectie op het WK –20 van 2019.